# Баумгартен, Леонтий Николаевич
Леонтий Николаевич фон Баумгартен (нем. Luis Karl Johann Paul von Baumgarten; 1853—1931) — российский военачальник, генерал от кавалерии, участник русско-турецкой войны 1877—1878 гг. и русско-японской войны 1904—1905 гг., почётный опекун.

## Биография
Происходил из остзейского дворянского рода Баумгартен (ветвь Пехо) лютеранского вероисповедания; сын генерала от кавалерии Николая Карловича фон Баумгартена. Родился 30 июня (12 июля) 1853 года в Новой Праге (Александрийский уезд Херсонской губернии).
В службу вступил 1 сентября 1866 года. В 1872 году окончил Пажеский корпус, выпущен в Лейб-гвардии Гусарский полк корнетом — старшинство с 18 октября 1872 года; поручик гвардии — старшинство с 19 февраля 1875 года, штабс-ротмистр — старшинство с 4 апреля 1876 года. Участвовал с полком в русско-турецкой войне 1877-78 гг.;  ротмистр — старшинство с 17 апреля 1879 года, командовал в течение четырёх лет эскадроном.
С 17 апреля 1883 года полковник — старшинство с 17 апреля 1883 года. С 12 августа 1887 года по 12 августа 1889 года состоял в распоряжении начальника Главного штаба, чиновник для поручений VII класса при начальнике Главного штаба с 12 августа 1889 года по 10 сентября 1890 года. 4 года и 4 месяца служил начальником кадра кавалерийского запаса. Командир 13-го Каргопольского драгунcкого полка с 17 ноября 1894 года по 25 ноября 1896 года.
В 25 ноября 1896 года за отличие произведён в генерал-майоры — старшинство с 19 июня 1897 года. Тогда же назначен командиром 1-й бригады 10-й кавалерийской дивизии, которой командовал до 28 ноября 1897 года. Командовал 3-й отдельной кавалерийской бригадой Сводной кавалерийской дивизии с 28 ноября 1897 по 10 февраля 1899 года. В тот же день назначен командиром Лейб-гвардии Уланского Его Величества полка, которым командовал до выхода в запас 26 января 1904 года.
В запасе до 20 августа 1904 года, когда вернулся на службу с назначением командиром 1-й бригады Сибирской казачьей дивизии, которой командовал по 2 октября 1905 года. Участник русско-японской войны 1904—1905 гг. В 1905 году за отличие произведён в генерал-лейтенанты со старшинством 7 февраля 1905 года. Начальник 2-й отдельной кавалерийской бригады со 2 октября 1905 года по 4 июля 1907 года. 9 мая 1907 года награждён золотым оружием «За храбрость».
С 24 июля 1907 года — почётный опекун Московского присутствия Опекунского Совета учреждений императрицы Марии.
За отличие по службе 22 марта 1915 года получил звание генерала от кавалерии. Приказом от 4 мая 1917 года уволен от службы по болезни с 19 апреля того же года.
После Октябрьского переворота — в эмиграции во Франции. Скончался 22 марта 1931 года.
В Москве в третьем Неопалимовском переулке 13 стр 1, сохранился особняк в стиле модерн с родовым гербом Баумгартенов на фасаде, (Надстроен).

## Награды
- Орден Святого Станислава 3-й степени с мечами и бантом (1874)
- Орден Святой Анны 3-й степени с мечами и бантом (1877)
- Орден Святого Владимира 4-й степени с мечами и бантом (1878)
- Орден Святого Станислава 2-й степени с мечами (1878)
- Орден Святой Анны 2-й степени (1883)
- Орден Святого Владимира 3-й степени (1893)
- Орден Святого Станислава 1-й степени (1899)
- Орден Святой Анны 1-й степени (1903)
- Орден Святого Владимира 2-й степени (1906)
- Золотое оружие c надписью «За храбрость» (09.05.1907)
- Орден Белого орла (1909)
- Орден Святого Александра Невского (1913)[4]

## Семья
Был женат на Софье Павловой (13.09.1853—19.05.1915). Имел сыновей: Александра, родившего в Царском Селе 30 июля 1884 года; и Дмитрия, родившегося в Казани 25 октября 1895 года.